# Donald Woods (Journalist)

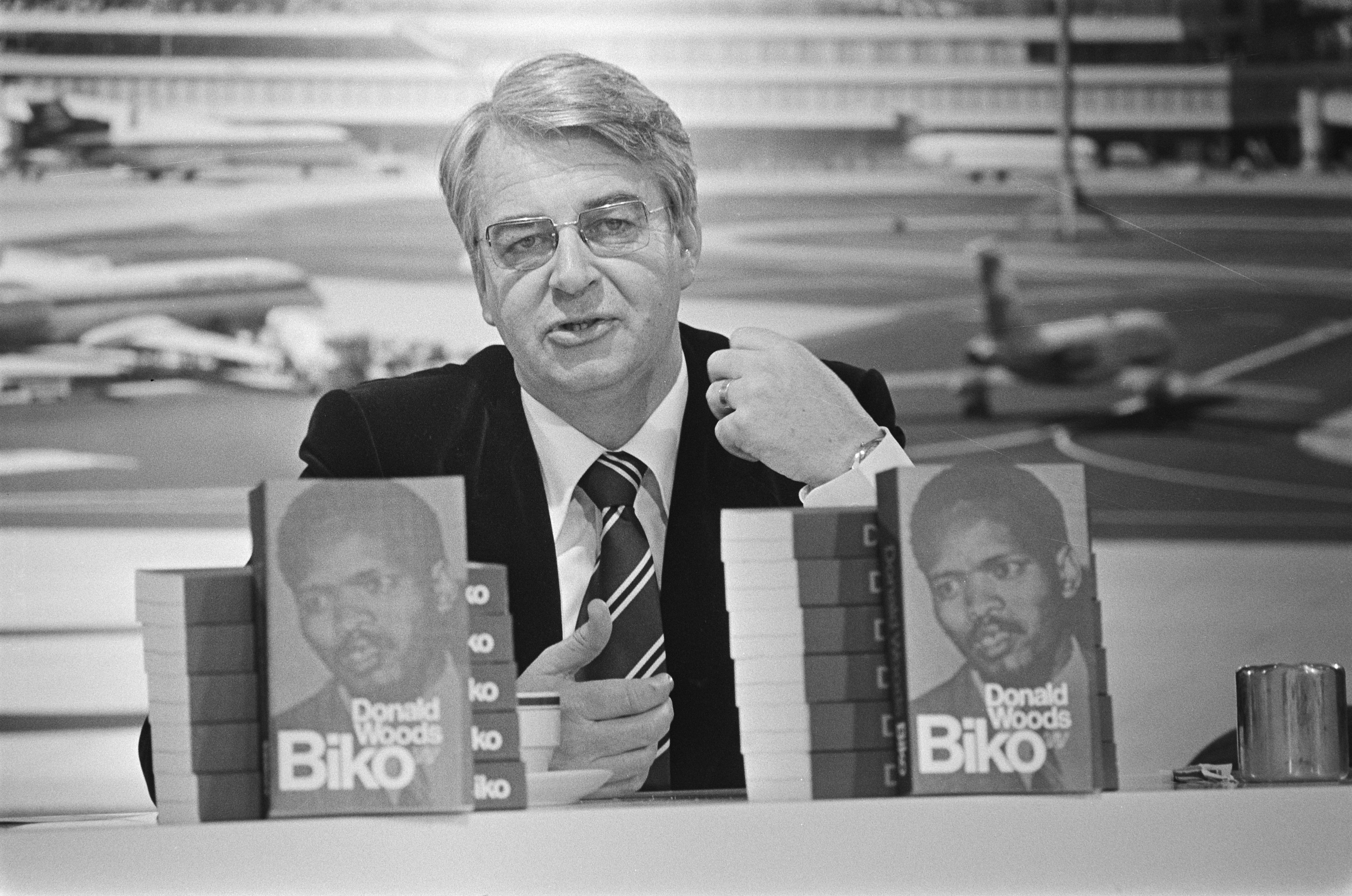
Donald Woods bei der Buchpräsentation von Biko in Schiphol, Niederlande (1978)

Donald James Woods, CBE (* 15. Dezember 1933 in Elliotdale, Transkei, Südafrika; † 19. August 2001 in London) war ein südafrikanischer Journalist und Aktivist.

## Leben und Wirken
Seine Schulausbildung absolvierte Woods am Christian Brothers College in Kimberley. Nach seinem Matric schrieb er sich 1952 für ein Jurastudium an der Universität Kapstadt ein, wechselte aber dort zum Fach Journalismus. Donald Woods war wie die meisten Weißen Südafrikas von Haus aus ein Befürworter des Apartheidsystems, der aber als junger Student seine Meinung deutlich änderte. Das hatte zur Folge, dass er der United Party beitrat und 1957 für einen Parlamentssitz kandidierte, jedoch ohne Erfolg. Daraufhin wandte er sich wieder dem journalistischen Tätigkeitsfeld zu und war in Cardiff (Wales), Toronto (Kanada), and London (England) tätig. Im Jahr 1960 kehrte er nach Südafrika zurück und arbeitete für die Zeitung Daily Dispatch in East London. Im Jahr 1965 wurde Woods Herausgeber des Blattes.
In den frühen 1970er Jahren lernte er Steve Biko kennen und wurde über die intensive Freundschaft zu einem Fürsprecher und Aktivisten der südafrikanischen Anti-Apartheid-Bewegung. Er setzte sich als Herausgeber des Daily Dispatch in East London (1965–1977) vergeblich dafür ein, einen Dialog zwischen der Regierung und der Schwarzen-Bewegung um Steve Biko zu initiieren. Die Leitartikel des Daily Dispatch berichteten über die Regierung kritisch. Woods wurde folglich mehrfach wegen Verstoßes gegen die Apartheid-Publikationsgesetze belangt. Er verklagte die Apartheidregierung jedoch mehrfach erfolgreich wegen Verleumdung. Nach dem Tode Steve Bikos im September 1977 wurde Woods wie früher Biko für fünf Jahre vom damaligen Polizei- und Justizminister Jimmy Kruger gebannt (Hausarrest, Publikationsverbot). Während des Verbots begann er mit dem Manuskript für das Buch Biko (New York 1978). Zudem wurde seine Familie bedroht. Ein Polizist sandte seinen Kindern T-Shirts, die zuvor mit Ninhydrin behandelt worden waren. Die Chemikalie reagierte mit der Haut seiner fünfjährigen Tochter und machte dadurch den Anschlag offenkundig.
In der Silvesternacht 1977 flüchtete Donald Woods nach Lesotho. Seine Familie folgte ihm nach Maseru. Zusammen flogen sie von Maseru mit Pässen der Vereinten Nationen über südafrikanisches Gebiet nach Botswana. Von da reisten sie weiter nach London, wo sie am 1. Januar 1978 ankamen. Vom Vereinigten Königreich wurde ihnen Asyl aus politischen Gründen gewährt.
In der Zeit danach veröffentlichte er Bücher über Biko und engagierte sich auf Vortragsreisen weiter für die Abschaffung der Apartheid in Südafrika. Woods gründete den Lincoln Trust, der in den 1980er und 1990er Jahren half, Exil-Südafrikanern in Großbritannien, den USA, Kanada und Australien eine Universitätsausbildung zu ermöglichen.
Woods’ Zeit mit Biko und seine Flucht aus Südafrika wurden von Richard Attenborough in dem 1987 erschienenen Film Schrei nach Freiheit (englischer Originaltitel: Cry Freedom) dargestellt, mit Kevin Kline als Woods und Denzel Washington als Biko.
Woods starb am 19. August 2001 in London an Krebs.

## Familie
Donald Woods heiratete im Jahr 1962 Wendy Bruce und in den nächsten zehn Jahren bekamen sie sechs Kinder. Ihr jüngster Sohn Lindsay starb 1971 im Alter von 11 Monaten an Meningitis.